# Garraway
Garraway är ett distrikt i Liberia.   Det ligger i regionen Grand Kru County, i den sydöstra delen av landet, 400 km sydost om huvudstaden Monrovia.